# دان کوجیز

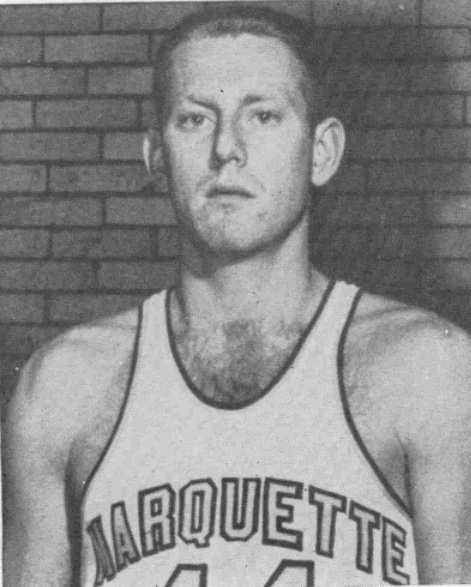
دان کوجیز در سال ۱۹۶۰

دان کوجیز (انگلیسی: Don Kojis؛ زاده ۱۵ ژانویهٔ ۱۹۳۹) یک بازیکن بسکتبال اهل ایالات متحده آمریکا است.